# 電鯰科
電鯰科（學名：Malapteruridae）是輻鰭魚綱鯰形目的其中一科，包含了2屬，電鯰屬與副電鯰屬，及21個物種。本科中有數個物種有能力透過發電器官產生超過350伏特的生物電。電鯰科主要分布於熱帶非洲與尼羅河，多半為夜行性與肉食性。有些物種以其他魚類為食，透過放電來擊昏獵物，其他物種則多半為底層的覓食者，以無脊椎動物、魚卵或碎屑為食。體型最大的電鯰體長可達1.2米（4英尺），但大部分物種體長均遠小於此。

## 描述
電鯰科是唯一具有發達生物發電器官的鯰魚；然而，幾乎所有鯰魚都有電覺。發電器官由肌肉組織特化而成，成列分佈在身體兩側的皮膚和肌肉之間。不具有背鰭與硬棘、具三對魚鬚、鰾具有向後延伸的腔室，電鯰屬有兩個，副電鯰屬則有三個。
體型最大的電鯰體長可達1.2米（4英尺），體重可達20（44磅），但大部分物種體長不超過30 cm（1英尺）。

## 與人類之關係
古埃及人深知棲息於尼羅河電鯰的習性，並會透過牠們放電的能力來緩解關節炎所帶來的疼痛。古埃及人於壁畫或其他地方皆描繪過電鯰，目前已知最早描繪電鯰的紀錄來自於西元前31世紀古埃及第一王朝的首位法老那爾邁的調色板上。
電鯰的電及多半用於自衛或擊昏獵物，並無法使人類致命，但體型較大的個體仍有能力將成年人擊昏，小型個體則只能人類感到稍微刺痛而已。

## 分類
電鯰科其下有二屬：

### 電鯰屬
電鯰屬（Malapterurus），包括以下物种：
- 鬍電鯰（Malapterurus barbatus）
- 貝南電鯰（Malapterurus beninensis）
- 卡瓦電鯰（Malapterurus cavalliensis）
- 電鯰（Malapterurus electricus）
- 萊昂電鯰（Malapterurus leonensis）
- 黑翼電鯰（Malapterurus melanochir）
- 小口電鯰（Malapterurus microstoma）
- 敏捷電鯰（Malapterurus minjiriya）
- 剛果電鯰（Malapterurus monsembeensis）
- 西方電鯰（Malapterurus occidentalis）
- 奧貢電鯰（Malapterurus oguensis）
- 小點電鯰（Malapterurus punctatus）
- 希倫電鯰（Malapterurus shirensis）
- 潛電鯰（Malapterurus stiassnyae）
- 坦干伊喀湖電鯰（Malapterurus tanganyikaensis）
- 塔農電鯰（Malapterurus tanoensis）
- 托氏電鯰（Malapterurus teugelsi）
- 賽氏電鯰（Malapterurus thysi）

### 副電鯰屬
副電鯰屬（Paradoxoglanis），包括以下物种：
- 尾紋副電鯰（Paradoxoglanis caudivittatus ）
- 剛果河副電鯰（Paradoxoglanis cryptus ）
- 小副電鯰（Paradoxoglanis parvus ）